# 동대문을 열어라
동대문을 열어라는 한국의 어린이들이 즐겨 하는 놀이 또는 그 놀이를 하며 부르는 구전 동요를 일컫는다. 공식적으로 정해진 이름은 없으며 “동대문 남대문” 등으로 불리기도 한다.
멜로디는 독일의 전통 크리스마스 캐롤 기쁘고 명랑하게에서 빌려온 것으로 알려져 있다.

## 놀이
놀이를 시작하면서 술래(‘문지기’라고도 함) 두 명을 정한다. 이때 술래를 남녀 어린이 한 쌍으로 하기도 한다. 술래 두 명이 양손을 맞잡아 ‘문’을 만들면, 나머지 사람들은 노래를 부르며 줄을 서서 앞 사람의 허리를 잡고 차례대로 ‘문’을 지나가길 반복한다. 노래가 끝남과 동시에 ‘문’을 만들고 있던 술래 두 명은 맞잡은 양손을 내려 ‘문’을 닫음으로써 지나가고 있던 한 명을 가둔다. 문에 갇힌 사람은 새로운 술래가 된다.

## 노랫말
노랫말은 보통 다음과 같다.
동 동 동대문을 열어라
남 남 남대문을 열어라
12시가 되면은(또는 지나면)
문을 닫는다.(또는 문이 닫힌다.)

## 같이 보기
- 한국의 민속놀이